# مقاطعة ريتشلاند (لويزيانا)
مقاطعة ريتشلاند (بالإنجليزية: Richland Parish, Louisiana)‏ هي إحدى مقاطعات ولاية لويزيانا في الولايات المتحدة. تأسست سنة 1868، وتبلغ مساحتها 1462 كم2، بلغ عدد سكانها 20725 نسمة في عام 2010 حسب إحصاء مكتب تعداد الولايات المتحدة وتصل الكثافة السكانية فيها 14.18 نسمة/كم2.

## معرض صور

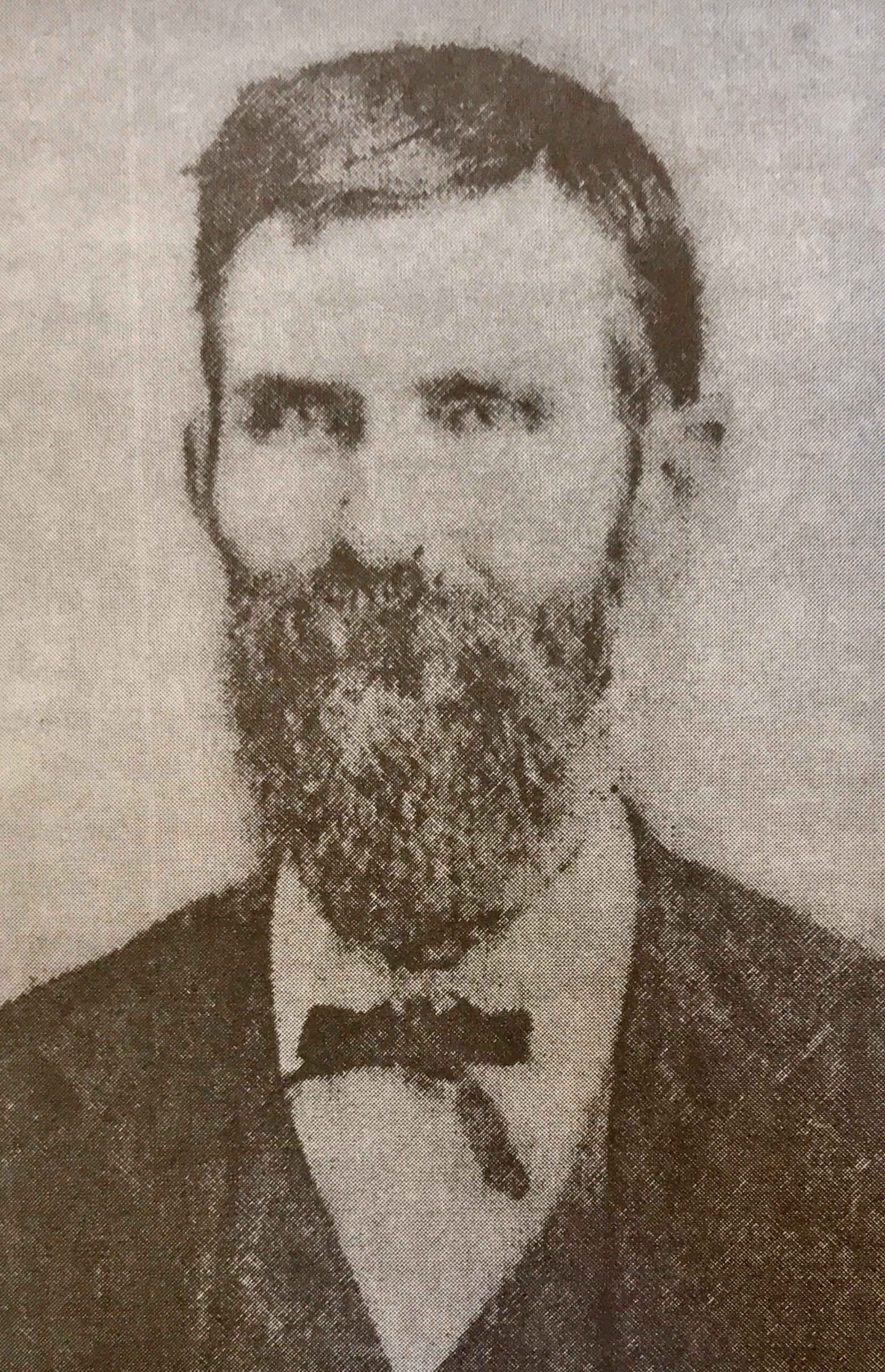
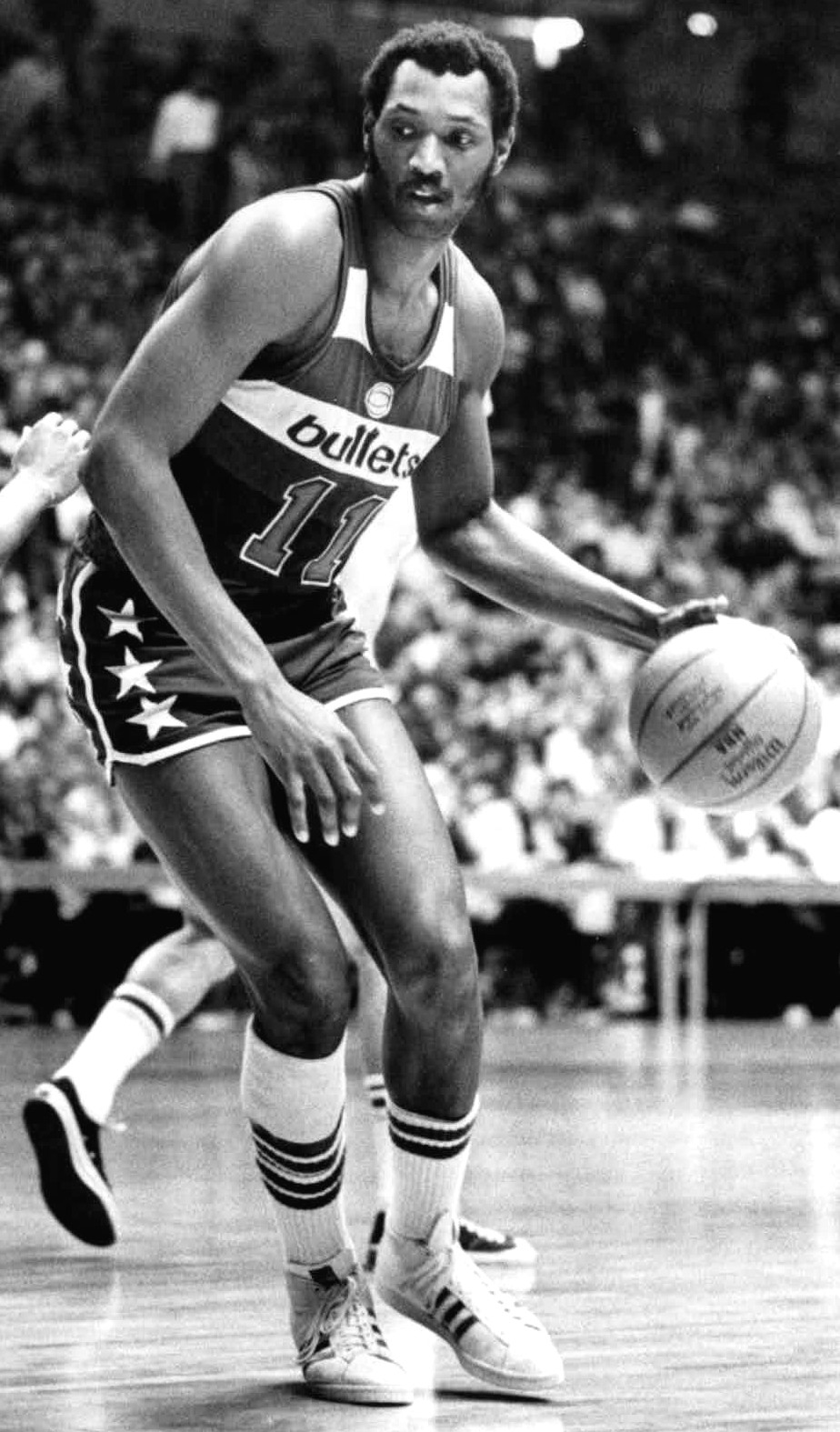
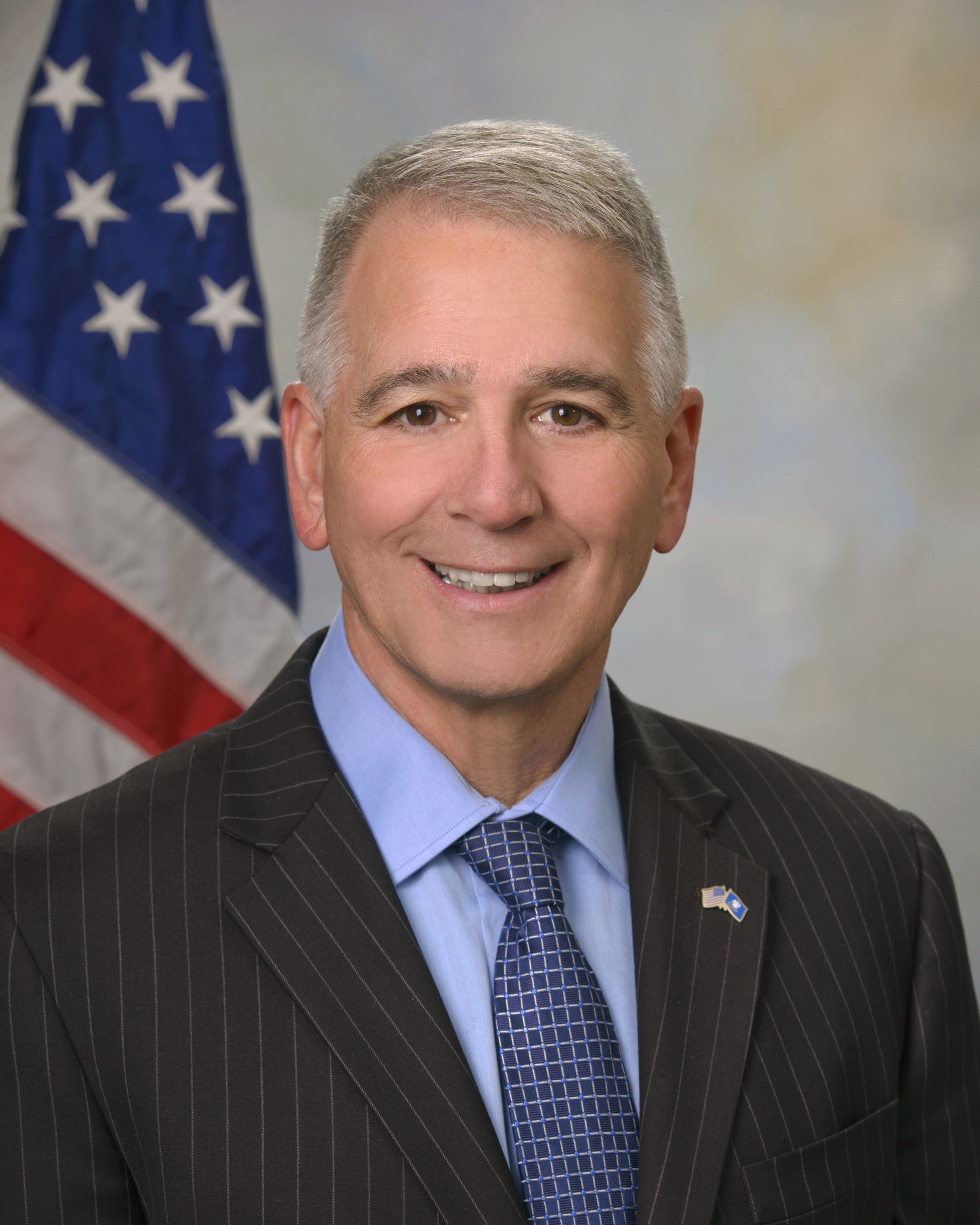
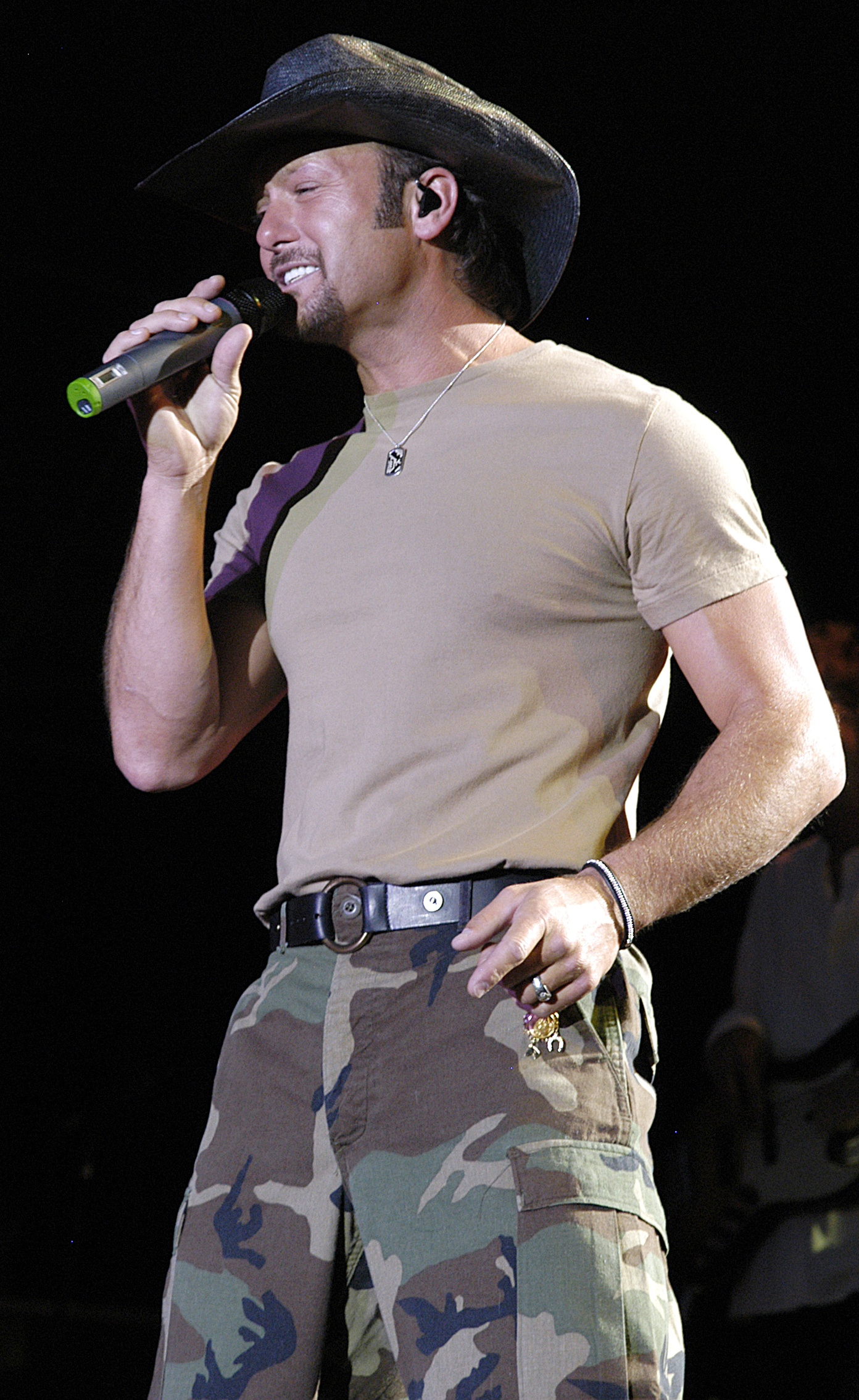

## وصلات خارجية
- United States Counties